# Aitoo
Aitoo är en tätort (finska: taajama) i Pälkäne (fram till 2006 Luopiois) kommun i landskapet Birkaland i Finland. Vid tätortsavgränsningen den 31 december 2021 hade Aitoo 397 invånare och omfattade en landareal av 2,62 kvadratkilometer.